# Gary Katz
Pour les articles homonymes, voir Katz.
Gary Katz est un producteur de disques américain, surtout connu pour son travail sur les albums de Steely Dan. Katz a également travaillé avec de nombreux autres artistes et a contribué à la découverte et à la signature de contrats d'un certain nombre de groupes qui ont connu le succès par la suite. Il a été nommé quatre fois aux Grammy Awards.

## Biographie
Fan de musique dès le plus jeune âge, Katz grandit à Brooklyn, New York en écoutant Chuck Berry et Fats Domino sur un poste de radio. Il a des amis dans le groupe Jay and the Americans, qui lui ont permis d'entrer dans le monde de la musique. Le groupe travaille avec Jerry Leiber et Mike Stoller, qui ont produit des disques à succès pour les Coasters et les Drifters. Après avoir passé du temps avec Leiber et Stoller en studio, Katz se rend compte qu'il veut devenir producteur de disques. Dans les années 1960, son premier emploi après l'obtention de son diplôme a été pour le chanteur Bobby Darin. Katz a par la suite trouvé du travail chez Avco Embassy, mais deux ans plus tard, la société a fermé ses portes. Un ami de Los Angeles qui travaillait pour Dunhill Records a suggéré à Katz d'écrire une lettre à Jay Lasker, le directeur de Dunhill, pour lui demander un emploi. La lettre amuse Lasker, et il engage Katz.
Katz a travaillé avec The Mamas & the Papas, Steppenwolf et Three Dog Night et obtient de l'expérience au sein de la division Artists and Repertoire (A&R) du label ABC Records, devenant responsable de la signature d'artistes tels que Jim Croce, Chaka Khan, Rufus et Jimmy Buffett. Il est connu jusqu'en 1972 sous le pseudonyme « Gary Kannon »,.
Katz est surtout connu pour son travail de producteur sur l'ensemble des albums de Steely Dan enregistrés pendant la première partie de leur carrière, de Can't Buy a Thrill en 1972 à Gaucho en 1980,,. Il a également produit The Nightfly, le premier album solo de Donald Fagen, le chanteur du groupe, en 1982.

## Nominations
| Œuvre        | Artiste      | Date | Catégorie                             | Résultat   |
| ------------ | ------------ | ---- | ------------------------------------- | ---------- |
| Aja          | Steely Dan   | 1977 | Grammy Award de l'album de l'année    | Nomination |
| Gaucho       | Steely Dan   | 1981 | Grammy Award de l'album de l'année    | Nomination |
| The Nightfly | Donald Fagen | 1982 | Grammy Award de l'album de l'année    | Nomination |
| The Nightfly | Donald Fagen | 1982 | Grammy Award de producteur de l'année | Nomination |